# Kropacsek Ferenc
Kropacsek Ferenc, Keveházi, Károlyi, Kossuth (Budapest, 1898. április 22. – Budapest, (?)) válogatott labdarúgó, kapus. Unokája Keveházi Gábor balettművész.

## Pályafutása

### Klubcsapatban
Tizennégy éves korában lett a RAFC utánpótlás játékosa. Ezután az MTK ifiben szerepelt. 1917-ben  az olasz frontra került, ahonnan 1918 őszén került haza. Decemberben szerepelt először a felnőtt csapatban. 1926-ban eltört a kézfeje és befejezte a játékot.

### A válogatottban
1924-ben két alkalommal védett a válogatottban. Háromszoros Budapest válogatott (1920–24), háromszoros B-válogatott (1924), háromszoros egyéb válogatott (1920). Tagja volt az 1924-es párizsi olimpián részt vevő csapatnak, de pályára nem lépett.

## Sikerei, díjai
- Magyar bajnokság
  - bajnok: 1918–19, 1919–20, 1920–21, 1921–22, 1922–23, 1923–24, 1924–25
  - 2.: 1925–26
- Magyar kupa
  - győztes: 1923, 1925
  - döntős: 1926

## Statisztika

### Mérkőzései a válogatottban
| Magyarország | Magyarország      | Magyarország                    | Magyarország    | Magyarország | Magyarország      | Magyarország | Magyarország | Magyarország |
| #            | Dátum             | Helyszín                        | Hazai           | Eredmény     | Vendég            | Kiírás       | Gólok        | Esemény      |
| ------------ | ----------------- | ------------------------------- | --------------- | ------------ | ----------------- | ------------ | ------------ | ------------ |
|              | 1920. május 14.   | Pforzheim                       | Dél-Németország | 0 – 1        | Magyarország      | barátságos   | -            |              |
|              | 1921. június 26.  | Budapest, Üllői úti pálya       | Magyarország    | 3 – 0        | Dél-Németország   | barátságos   | -            |              |
|              | 1921. október 23. | Budapest, Hungária körúti pálya | Magyarország    | 3 – 2        | Közép-Németország | barátságos   | -            |              |
| 1.           | 1924. május 18.   | Zürich, Sportplatz Förrlibuck   | Svájc           | 4 – 2        | Magyarország      | barátságos   | -            |              |
| 2.           | 1924. június 4.   | Le Havre                        | Franciaország   | 0 – 1        | Magyarország      | barátságos   | -            |              |
|              | Összesen          |                                 |                 | 2            | mérkőzés          |              | 0            | gól          |